# El Alto (Talara)
El Alto es una localidad del noroeste del Perú, capital del distrito de El Alto, en la provincia de Talara, en el departamento de Piura. Se sitúa sobre una meseta costera a 300 m s. n. m. y a 2 km de la orilla del mar en Cabo Blanco. En el 2017 tenía una población de 8 016 habitantes.
La economía de su población se basa en la explotación petrolera del distrito.
La mayor parte de los pobladores de El Alto no tiene satisfactoriamente resueltas sus necesidades básicas de alimentación balanceada, vivienda con condiciones satisfactorias de habitabilidad, acceso a educación, salud, recreación, etc. Esta pobreza tiene que ver con un acumulado histórico de desarrollo desigual entre algunas áreas urbanas y las áreas periféricas del país. Entre otras causas, es el resultado de la aplicación de modelos económicos y sociales excluyentes de los territorios rurales periféricos que se han practicado, el centralismo político y económico que se ha vivido en el país, y los daños medioambientales originados por la sobreexplotación del recurso pesca, han contribuido a un empobrecimiento global de la población del distrito.
Los mínimos ingresos que obtienen las familias son orientados o cubrir las necesidades más básicas como la alimentación. La vivienda, la educación, la salud, la recreación y la cultura que en la mayoría de los casos se deja de lado en espera de mejores tiempos. El distrito, está considerado dentro de los índices de pobreza como pobre, de acuerdo a los datos estadísticos de FONCODES, situación que parece increíble con el potencial existente en él.

## Clima
| Parámetros climáticos promedio de El Alto | Parámetros climáticos promedio de El Alto | Parámetros climáticos promedio de El Alto | Parámetros climáticos promedio de El Alto | Parámetros climáticos promedio de El Alto | Parámetros climáticos promedio de El Alto | Parámetros climáticos promedio de El Alto | Parámetros climáticos promedio de El Alto | Parámetros climáticos promedio de El Alto | Parámetros climáticos promedio de El Alto | Parámetros climáticos promedio de El Alto | Parámetros climáticos promedio de El Alto | Parámetros climáticos promedio de El Alto | Parámetros climáticos promedio de El Alto |
| Mes                                       | Ene.                                      | Feb.                                      | Mar.                                      | Abr.                                      | May.                                      | Jun.                                      | Jul.                                      | Ago.                                      | Sep.                                      | Oct.                                      | Nov.                                      | Dic.                                      | Anual                                     |
| ----------------------------------------- | ----------------------------------------- | ----------------------------------------- | ----------------------------------------- | ----------------------------------------- | ----------------------------------------- | ----------------------------------------- | ----------------------------------------- | ----------------------------------------- | ----------------------------------------- | ----------------------------------------- | ----------------------------------------- | ----------------------------------------- | ----------------------------------------- |
| Temp. mín. media (°C)                     | 21.7                                      | 22.8                                      | 22.8                                      | 22                                        | 20.8                                      | 19.5                                      | 18.6                                      | 18.1                                      | 18.3                                      | 18.5                                      | 19                                        | 20.3                                      | 20.2                                      |
| Fuente: climate-data.org                  |                                           |                                           |                                           |                                           |                                           |                                           |                                           |                                           |                                           |                                           |                                           |                                           |                                           |